# Siegfried Messner
Siegfried Messner (* 26. Mai 1947 in Brixen) ist ein italienischer Politiker aus Südtirol.

## Biographie
Der in Teis, einer Fraktion von Villnöß, wohnhafte Messner studierte an der Universität Innsbruck Geschichte und arbeitete anschließend als Lehrer. Messner war von 1974 bis 1978 Mitglied des Gemeinderats seiner Heimatgemeinde und engagierte sich in der Folge in Gremien der Südtiroler Volkspartei, deren stellvertretender Parteiobmann er von 1991 bis 1994 war. Von 1978 bis 1988 war Messner erstmals Abgeordneter im Südtiroler Landtag und damit gleichzeitig im Regionalrat Trentino-Südtirol.  In seiner ersten Legislaturperiode war er als Assessor für Grundbuchwesen Mitglied der Regionalregierung, in seiner zweiten Legislaturperiode Landesrat für Gebietskörperschaften und Förderung der außerschulischen Jugendarbeit für die deutsche Volksgruppe in der Südtiroler Landesregierung (Kabinett Magnago VI).
Von 1990 bis 1994 war Messner Präsident der Bezirksgemeinschaft Eisacktal. 1994 rückte er für Siegfried Brugger, der für das italienische Abgeordnetenhaus kandidierte, in den Landtag und Regionalrat nach, denen er bis 2003 angehörte. In der Regionalregierung fungierte Messner bis 1996 erneut als Assessor für Grundbuch- und Katasterwesen. Von 1999 bis 2001 war er Vizepräsident des Regionalrats, anschließend bis zum Ende der Legislaturperiode 2003 Präsidialsekretär.
2009 wurde Messner mit dem Verdienstkreuz des Landes Tirol ausgezeichnet.